# Frontière entre l'Iowa et le Missouri
La frontière entre l'Iowa et le Missouri est une frontière intérieure des États-Unis délimitant les territoires de l'Iowa au nord et le Missouri au sud.
Elle fut établie en 1816, sous le nom de Sullivan Line par le géomètre John C. Sullivan dans le cadre de l'application des Traités de Portage des Sioux.
Son tracé suit le 41e parallèle nord de la rivière Missouri jusqu'à la rivière Des Moines qu'elle emprunte jusqu'à sa confluence avec le du fleuve Mississippi. 

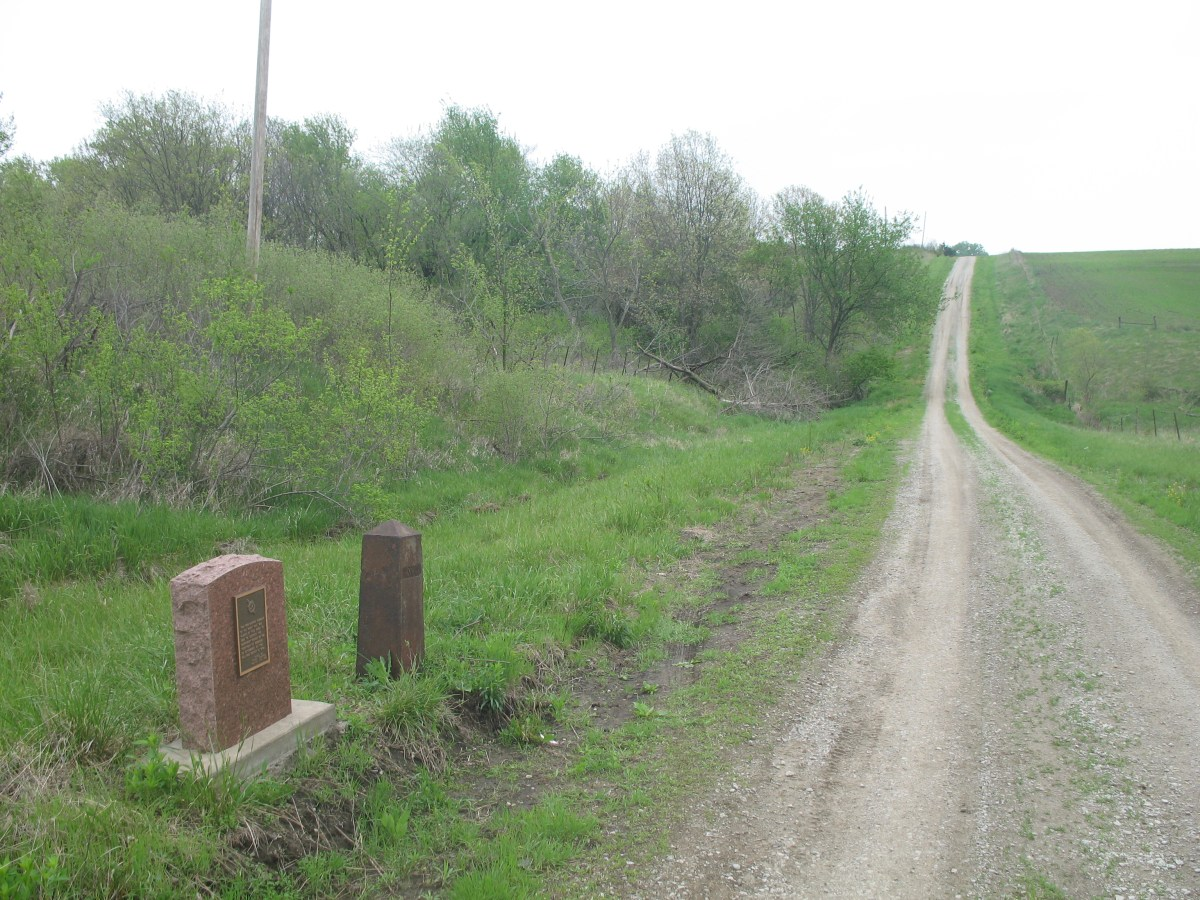
Borne marquant la frontière.